# Ministère de la Santé et du Bien-être (république de Chine)
Pour les articles homonymes, voir Ministère de la Santé et du Bien-être.
Le ministère de la Santé et du Bien-être (officiellement en anglais : Ministry of Health and Welfare (MOHW), en chinois traditionnel : 衛生福利部 ; pinyin : Wèishēng Fúlì Bù) est un des ministères de la branche exécutive du gouvernement de la république de Chine (en), chargé des systèmes de santé et de protection sociale.

## Histoire
L'organisme est créé en tant que département de la Santé (officiellement en anglais : Department of Health (DOH), en chinois traditionnel : 衛生署 ; pinyin : Wèishēng Shǔ) le 17 mars 1971, sous l'égide du ministère de l'Intérieur.
Le 23 juillet 2013, le département est remanié et élevé au statut de ministère, en tant que ministère de la Santé et du Bien-être (officiellement en anglais : Ministry of Health and Welfare (MOHW), en chinois traditionnel : 衛生福利部 ; pinyin : Wèishēng Fúlì Bù). Il englobe l'ancien département de la Santé, le Department of Social Affairs et le Child Welfare Bureau jusqu'alors rattachés au ministère de l'Intérieur, et le National Research Institute of Chinese Medicine jusqu'alors rattaché au ministère de l'Éducation,.

## Structure
Parmi l'organisation interne du ministère, on retrouve :

### Départements politiques
- Department of Planning
- Department of Social Insurance
- Department of Social Assistance and Social Work
- Department of Protective Services
- Department of Nursing and Health Care
- Department of Medical Affairs
- Department of Mental and Oral Health
- Department of Chinese Medicine and Pharmacy
- Department of Long-Term Care

### Départements administratifs
- Department of Secretarial Affairs
- Department of Personnel
- Department of Civil Service Ethics
- Department of Accounting
- Department of Statistics
- Department of Information Management

### Comités
- Legal Affairs Committee
- Hospital and Social Welfare Organizations Administration Commission
- National Health Insurance Committee
- National Health Insurance Dispute Mediation Committee
- Health & Welfare Workers Training Center
- Office of International Cooperation
- National Pension Supervisory Committee

### Instituts
- National Research Institute of Chinese Medicine

### Agences
- Social and Family Affairs Administration
- Centers for Disease Control
  - National Health Command Center
- Food and Drug Administration
- Health Promotion Administration
- National Health Insurance Administration